# تشيستنت هل
تشيستنت هل (بالإنجليزية: Chestnut Hill)‏ هي إحدى الضواحي الغنية لمدينة بوسطن في ولاية ماساتشوستس الأمريكية، وتقع ستة اميال (عشرة كيلومترات) إلى الغرب من وسط بوسطن، وتتميز بالمنازل القديمة الفخمة، والمناظر الطبيعية، وحرم كلية بوسطن (بالإنجليزية: Boston College)‏ التاريخي.

## أعلام
- هازل هوتشكيس وايتمان
- آن غرايبيل
- رالف لويل
- فرنسيس بور
- أليس هاثاواي لي روزفلت